# 200-летие образования в России министерств (монеты)
Памятные монеты Центрального банка Российской Федерации, посвящённые 200-летию образования в России министерств

8 сентября 1802 года Император Российской Империи Александр I издал Манифест, которым на базе управления государственных дел были образованы следующие министерства: военных сухопутных, морских сил, иностранных дел, юстиции, внутренних дел, финансов, коммерции, народного просвещения. Манифест способствовал становлению российской государственности и формированию единой системы органов исполнительной власти. Правопреемниками министерств, учреждённых в соответствии с Манифестом Александра I, являются Министерство обороны Российской Федерации, Министерство иностранных дел Российской Федерации, Министерство юстиции Российской Федерации, Министерство внутренних дел Российской Федерации, Министерство финансов Российской Федерации, Министерство экономического развития и торговли Российской Федерации, Министерство образования Российской Федерации.

## Структура тиража
Серия представлена как монетами из биметалла, так и монетами из серебра.
- Семь 10-рублёвых монет из биметалла, тиражом по 5 000 000 (каждой монеты)
- Семь монет номиналом в 1 рубль из серебра 925 пробы, тиражом по 3000 (каждой монеты)

- 10-рублёвая монета 2002 года из биметалла
- Рублёвая монета 2002 года из серебра 925 пробы

## Монеты
| Изображение монеты из недрагоценного металла | Изображение монеты из драгоценного металла | Описание | Примечание |
| --- | ------------------------------------------ | --- | --- |
| |                                            | В центре диска — обозначение достоинства монеты «10 РУБЛЕЙ». Внутри цифры «0» — скрытые, видимые поочерёдно при изменении угла зрения изображения цифры «10» и надписи «РУБ». В нижней части диска — товарный знак монетного двора. В верхней части кольца по окружности — надпись: «БАНК РОССИИ», в нижней — дата «2002», слева и справа — стилизованные ветви растений, переходящие на диск. | Единый аверс монет 2002 года, с точностью до монетного двора. |
| |                                            | В центре — эмблема вооружённых сил Российской Федерации, по окружности — надпись: «Вооружённые силы Российской Федерации». | - Название монеты: Вооружённые Силы Российской Федерации - Дата выпуска: 6 сентября 2002 года - Каталожный номер: 5514-0009 и 5109-0048 - Художники: А. В. Бакланов, Е. В. Крамская. - Скульптор: В. И. Марков. - Чеканка: Московский монетный двор. - Гурт: 300 рифлений и надпись «ДЕСЯТЬ РУБЛЕЙ», повторяющаяся дважды, разделённая звёздочками.                                |
| Государственная военная организация Российской Федерации, предназначенная для отражения агрессии, направленной против Российской Федерации — России, для вооружённой защиты целостности и неприкосновенности её территории, а также для выполнения задач в соответствии с международными договорами России. |                                            | | |
| |                                            | В центре — эмблема Министерства иностранных дел Российской Федерации, по окружности — надпись: «МИНИСТЕРСТВО ИНОСТРАННЫХ ДЕЛ РОССИЙСКОЙ ФЕДЕРАЦИИ». | - Название монеты: Министерство иностранных дел Российской Федерации - Дата выпуска: 6 сентября 2002 года - Каталожный номер: 5514-0010 и 5109-0049 - Художники: А. В. Бакланов, Е. В. Крамская. - Скульптор: В. И. Марков. - Чеканка: Санкт-Петербургский монетный двор. - Гурт: 300 рифлений и надпись «ДЕСЯТЬ РУБЛЕЙ», повторяющаяся дважды, разделённая звёздочками.           |
| Министерство иностранных дел Российской Федерации, МИД России — федеральный орган исполнительной власти Российской Федерации, осуществляющий государственное управление в области отношений Российской Федерации с иностранными государствами и международными организациями. |                                            | | |
| |                                            | В центре — эмблема Министерства юстиции Российской Федерации, по окружности — надпись: «МИНИСТЕРСТВО ЮСТИЦИИ РОССИЙСКОЙ ФЕДЕРАЦИИ». | - Название монеты: Министерство юстиции Российской Федерации - Дата выпуска: 6 сентября 2002 года - Каталожный номер: 5514-0011 и 5109-0050 - Художники: А. В. Бакланов, Е. В. Крамская. - Скульптор: В. А Гладкий. - Чеканка: Санкт-Петербургский монетный двор. - Гурт: 300 рифлений и надпись «ДЕСЯТЬ РУБЛЕЙ», повторяющаяся дважды, разделённая звёздочками.                   |
| Министерство юстиции Российской Федерации (Минюст России) — федеральное министерство, проводящее государственную политику и осуществляющее управление в сфере юстиции, а также координирующее деятельность в этой сфере иных федеральных органов исполнительной власти. |                                            | | |
| |                                            | В центре — эмблема органов внутренних дел Российской Федерации и внутренних войск Министерства внутренних дел Российской Федерации, по окружности — надпись: «МИНИСТЕРСТВО ВНУТРЕННИХ ДЕЛ РОССИЙСКОЙ ФЕДЕРАЦИИ». | - Название монеты: Министерство внутренних дел Российской Федерации - Дата выпуска: 6 сентября 2002 года - Каталожный номер: 5514-0012 и 5109-0051 - Художники: А. В. Бакланов, Е. В. Крамская. - Скульптор: В. И. Марков. - Чеканка: Московский монетный двор. - Гурт: 300 рифлений и надпись «ДЕСЯТЬ РУБЛЕЙ», повторяющаяся дважды, разделённая звёздочками.                     |
| Министерство внутренних дел Российской Федерации (МВД России) — федеральный орган исполнительной власти, осуществляющий функции по выработке и реализации государственной политики и нормативно-правовому регулированию в сфере внутренних дел, а также по выработке государственной политики в сфере миграции. 1 марта 2011 года указом президента Российской Федерации № 248 «Милиция» преобразована в «Полицию». |                                            | | |
| |                                            | В центре — изображение логотипа Министерства финансов Российской Федерации, по окружности — надпись: «МИНИСТЕРСТВО ФИНАНСОВ РОССИЙСКОЙ ФЕДЕРАЦИИ». | - Название монеты: Министерство финансов Российской Федерации - Дата выпуска: 6 сентября 2002 года - Каталожный номер: 5514-0013 и 5109-0052 - Художники: А. В. Бакланов. А. Д. Щаблыкин. - Скульптор: Компьютерная версия. - Чеканка: Санкт-Петербургский монетный двор. - Гурт: 300 рифлений и надпись «ДЕСЯТЬ РУБЛЕЙ», повторяющаяся дважды, разделённая звёздочками.           |
| Министе́рство фина́нсов Росси́йской Федера́ции (Минфин России) — федеральное министерство Российской Федерации, обеспечивающее проведение единой финансовой политики, а также осуществляющее общее руководство в области организации финансов в Российской Федерации. |                                            | | |
| |                                            | В центре — эмблема Министерства экономического развития и торговли Российской Федерации, по окружности — надпись: «МИНИСТЕРСТВО ЭКОНОМИЧЕСКОГО РАЗВИТИЯ И ТОРГОВЛИ РОССИЙСКОЙ ФЕДЕРАЦИИ». | - Название монеты: Министерство экономического развития Российской Федерации - Дата выпуска: 6 сентября 2002 года - Каталожный номер: 5514-0014 и 5109-0053 - Художники: А. В. Бакланов, Е. В. Крамская. - Скульптор: И. С. Комшилов. - Чеканка: Санкт-Петербургский монетный двор. - Гурт: 300 рифлений и надпись «ДЕСЯТЬ РУБЛЕЙ», повторяющаяся дважды, разделённая звёздочками. |
| Министерство экономического развития Российской Федерации (Минэкономразвития России) — федеральное министерство, осуществляющее функции по выработке государственной политики и нормативному правовому регулированию в сфере экономического развития, внешнеэкономической деятельности, государственной статистики, тарифов субъектов естественных монополий, управления федеральным имуществом, несостоятельности (банкротства) организаций, управления государственным материальным резервом, кадастра объектов недвижимости, предпринимательства и малого бизнеса.                                                           |                                            | | |
| |                                            | В центре — логотип Министерства образования Российской Федерации, по окружности — надпись: «МИНИСТЕРСТВО ОБРАЗОВАНИЯ РОССИЙСКОЙ ФЕДЕРАЦИИ». | - Название монеты: Министерство образования и науки Российской Федерации - Дата выпуска: 6 сентября 2002 года - Каталожный номер: 5514-0015 и 5109-0054 - Художники: А. В. Бакланов, Е. В. Крамская. - Скульптор: В. Н. Питев. - Чеканка: Московский монетный двор. - Гурт: 300 рифлений и надпись «ДЕСЯТЬ РУБЛЕЙ», повторяющаяся дважды, разделённая звёздочками.                 |
| Министерство образования и науки Российской Федерации (Минобрнауки России) — федеральный орган исполнительной власти России, осуществляющий функции по выработке государственной политики и нормативно-правовому регулированию в сфере образования, научной, научно-технической и инновационной деятельности, развития федеральных центров науки и высоких технологий, государственных научных центров и наукоградов, интеллектуальной собственности, а также в сфере молодёжной политики, воспитания, опеки и попечительства, социальной поддержки и социальной защиты обучающихся и воспитанников образовательных учреждений. |                                            | | |

| Номинал   | Качество      | Металл                           | Масса общая, г | Диаметр, мм | Толщина, мм | Тираж, шт.                |
| --------- | ------------- | -------------------------------- | -------------- | ----------- | ----------- | ------------------------- |
| 10 рублей | анциркулейтед | кольцо — латунь, диск — мельхиор | 8,4 г          | 27 мм       | 2,1 мм      | 5 000 000 (каждой монеты) |

| Номинал | Качество | Металл, проба    | Масса общая, г | Содержание химически чистого металла не менее, г | Диаметр, мм   | Толщина, мм  | Тираж, шт.           |
| ------- | -------- | ---------------- | -------------- | ------------------------------------------------ | ------------- | ------------ | -------------------- |
| 1 рубль | пруф     | серебро 925/1000 | 8,53 (±0,09)   | 7,78                                             | 25,00 (±0,20) | 2,20 (±0,20) | 3000 (каждой монеты) |